# ムスリム同胞団
ムスリム同胞団（ムスリムどうほうだん、アラビア語:  جماعة الإخوان المسلمين、ラテン文字転写: Jamā‘at al-ʾIḫwān al-Muslimūn/Muslimīn、IPA: [elʔexˈwæːn elmosleˈmiːn]〔アル・イフワーン・アル・ムスリムーン〕、英語: Muslim Brotherhood）は、中東におけるスンナ派のイスラム主義組織。
20世紀前半のエジプトで生まれ、長い間、非合法組織として政権に抑圧された歴史を持ち、中東地域に広がるスンナ派の代表的な社会運動・宗教運動組織である。
世俗法ではなく、イスラーム法（シャリーア）によって統治されるイスラム国家の確立を目標としている。2010年以降の最高監督者はムハンマド・バディーウ（ただし、2013年にエジプトで逮捕されて以降、身柄を拘束されている）。
2011年のエジプト革命の後、自由公正党を結党し、合法的選挙によって政権を掌握したが、2013年エジプトクーデターにより権力を失い、2019年時点でムスリム同胞団はバーレーン、エジプト、ロシア、シリア、サウジアラビア、アラブ首長国連邦、日本の各政府からテロ組織としての認定を受けている。
長年、同胞団は共通の敵を持ち、イデオロギー上でも近いサウジアラビアの支援をかつては受けていた。
今日、同胞団を支援している主要な国としては、トルコとカタールがある。
ここでは基本的にエジプトのムスリム同胞団について記述し、その他の国の同胞団では各節で解説する。

## 概要
ムスリム同胞団は1928年に、西洋からの独立とイスラム文化の復興を掲げてハサン・アル＝バンナー（Hassan al-Banna、1906年 - 1949年）によってエジプトで結成された。1940年代後半には、同国最大のイスラム主義運動に成長し、このころよりヨルダン・パレスティナなど周辺諸地域への進出が始まり、現在ではアラブ諸国を中心に広くイスラム圏に広がり、各地に支部や関係組織を展開している。同胞団最大の特徴は、大衆を相手にさまざまな社会活動を展開した点にあり、モスクの建設や運営などの宗教的な活動のみならず、病院経営や貧困家庭の支援など草の根的な社会慈善活動をはば広く実践したことである。
ムスリム同胞団は、1952年の王政打倒に参加したが、のちにエジプト共和国→アラブ連合共和国の大統領となったナーセルの暗殺を謀ったと訴えられたため、弾圧された。暗殺を謀ったとされている犯人は地元の人によると数日前から警察に拘束されており、暗殺を企てるのは不可能だと考えられる。1970年からのサーダート政権下で組織再編が進められ、弾圧されながらも過激主義を排し、議会を通じた政治活動など穏健派のイスラム主義運動となった。同胞団は、大衆を対象にさまざまな社会活動を展開したことで成長を遂げた組織であり、宗教的な活動はもとより、医療・教育・相互扶助などの社会奉仕活動も行っており、これらの貧困層救済活動などを通じ農村部での支持が強い一方、全国での支持率は20パーセント程度にとどまっている。
2011年エジプト革命でも急進的な主張や行動は行っていない。なおパレスティナでイスラエルへの抵抗運動を続けているハマースの母体も同胞団である。2010年末から2011年にかけて起こったアラブ世界における民主化運動（「アラブの春」）により、同地域では権威主義体制が崩壊し、あるいは政治的自由化の進展がみられるようになったが、それ以前の中東諸国においては、政治における民主化を要求する同胞団は、非民主的な政治運営を進めてきた政権側にとって好ましい存在ではなく、それゆえ各国の政権は団員の逮捕・資産凍結などの抑圧的な姿勢を採ってきた。そのため、研究者が同胞団に関する調査を進めることには困難さがともない、イスラム社会で果たしてきた同胞団の重要性に対し、その研究蓄積は必ずしも豊富なものとはいえない状況にある。

## 歴史

### 前史
1920年代のエジプトは、イギリスの被保護国として事実上の植民地となったムハンマド・アリー朝（1805年-1953年）の統治下にあり、旧態依然たるイスラム文化を否定し、イギリスからの独立を目指す世俗的な民族主義が台頭していた。イスラームに依拠した社会改革や国家建設を理想としているイスラーム主義者たちから見れば、こうした現実は好ましいものではない。そのため彼らは、世俗主義体制や西洋的近代化へと大きく傾斜した社会を変革しようと、政治への働きかけを始めた。

### 同胞団の誕生

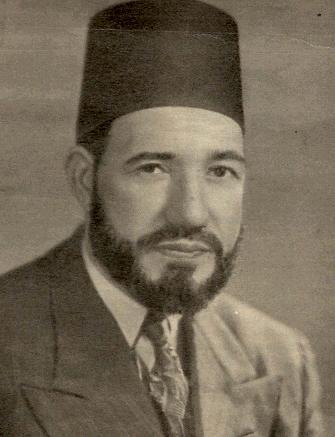
ムスリム同胞団の創設者ハサン・アル＝バンナー

エジプトの小学校教師ハサン・アル＝バンナーは、西洋式の教育機関・師範学校（ダール・アル=ウルーム）の出身者であった。彼は西洋列強に対抗できない伝統的なウラマーたちに対して疑念を持ち、ジャマールッディーン・アフガーニー、ムハンマド・アブドゥフ、ラシード・リダーの系譜に連なるイスラーム改革思想によって教宣（ダアワ）することを決めた。バンナーはイスラム法の解釈を再活性化することによって、西洋近代の思想・科学との共存を実現し、新たな時代に応じた政治や社会を築くことができると考えた。これは欧化主義者と伝統墨守派の中間に位置し、ただちに国家権力の奪取を目指さない、中庸を歩む穏健な運動であったとされる。
1928年、ハサン・アル＝バンナーはイスマイリアにおいて、西洋からの独立とイスラム文化の復興を掲げる「イスラームのために奉仕するムスリムの同胞たち」を結成した。当初はスエズ運河地帯を中心に活動し、慈善活動・信仰のための小さな集まりに過ぎなかったが、バンナーの人柄も手伝って急速に勢力を拡げた。1932年に本部をカイロに移してからは全国に活動範囲を広げた。当時のエジプトは近代化のなかで新しい社会階層・政治勢力「大衆」が生まれ（大衆社会の成立期）、同胞団は大衆に立脚した「教宣（ダーワ）」活動を展開したことで急速な発展を遂げた。包括的イスラーム復興を目指し、活動分野も教育活動・学生運動・政治活動・企業経営・労働問題対策・女性組織化・医療活動・ボーイスカウト・スポーツクラブと多岐に渡っていた。1940年代末には、人口2000万人のエジプトで、支部2000、団員50万人、支持者50万人を擁するエジプト最大の政治・宗教組織となった。

### 1952年エジプト革命
1940年代末、ムハンマド・アリー朝の体制が揺らぎ、同胞団も政治活動を活発化させた。英国からの独立後も西洋的近代化を行っていた王朝にとって、イスラーム主義を掲げる同胞団は、国のあり方を大きく変えてしまいかねない潜在的な脅威と映った。1948年、ファールーク1世の政府は同胞団を非合法化した。同胞団は報復として首相ムハンマド・アル＝ヌクラシ・パシャを暗殺し、体制との対決姿勢を鮮明にした。こうした行動は1949年に王党派の秘密警察によるバンナーの暗殺を招いた。これ以降、同胞団は反体制派として政権に対抗し続けることになる。
バンナーの死後、同胞団内部では後継者や半軍事組織「秘密機関」を巡り対立が続いた。1952年のクーデターの際、ガマール・アブドゥル＝ナーセル、ムハンマド・ナギーブ、アンワル・アッ＝サーダートらが所属する自由将校団に協力し、王政廃止が実現された。約2300年ぶりにエジプト人（エジプト民族）が統治する国家としてのエジプト共和国が成立したのである。初代エジプト大統領にはナギーブが就任した。このエジプト革命では、同胞団が「下から」革命を用意し、自由将校団が「上から」奪取したとされる。革命初期に激しい権力闘争が行われるが、同胞団の第2代最高指導者ハサン・フダイビーら執行部には指導力が欠如しており、内部分裂を収束できなかった。自由将校団は政党の統制を目的として、政党再編法を公布した。同胞団は政党でないと表明した後で政党登録し、さらにその後で政党登録を取り消して宗教団体として認可された。そのため1953年の全政党解散に巻き込まれずに済んだが、方針がぶれた背景には内部対立があったとされる。

### 迫害とクトゥブ主義

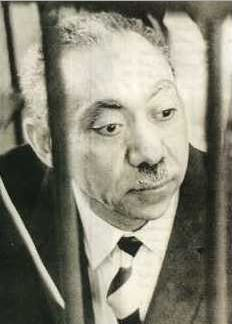
同胞団の理論家サイイド・クトゥブ（1965年）

新生エジプト共和国の実権を握るナーセルはナギーブ大統領にとって邪魔な存在であり、同胞団にとっても、汎アラブ主義・社会主義を指向するナーセルは危険な存在であった。1954年に同胞団がナーセル暗殺を謀り失敗すると、ナーセルは「同胞団と共謀して暗殺を謀った」としてナギーブを逮捕して失脚させ、自ら第2代大統領に就任した。ナーセルは同胞団を非合法化し、指導者を投獄の末に拷問・処刑するなど、徹底的な弾圧を加えた。1950年代 - 1960年代にはアラブ社会主義が隆盛し、同胞団の掲げるイスラム復興は魅力を失っていった。迫害の中で活動は停滞し、同胞団は「消滅」したとも考えられた。
同胞団のイデオローグであったサイイド・クトゥブ（Sayyid Qutb、1906年-1966年）は、創設者のバンナーと同年の生まれで、バンナーと並ぶ重要人物である。クトゥブは、バンナー亡き後の1950年代から60年代からのナーセル政権との対立の時代に活躍した理論家であり、ナーセルによって投獄されるという苛酷な環境のなかで思想を先鋭化させ、「イスラム社会の西洋化と世俗化を進めるナーセルのような指導者が統治し腐敗と圧制が蔓延する現世は、イスラム教成立以前のジャーヒリーヤ（無明時代）と同じであり、武力（暴力）を用いてでもジハードにより真のイスラム国家の建設を目指すべきだ」とするクトゥブ主義（Qutbism）を唱え、これを『道標』（en、معالم في الطريق）に書き表した。1964年、クトゥブがイラク首相アブドゥッ＝サラーム・アーリフの調停により釈放されると『道標』を出版、社会に不満を覚えていたアラブの若者達から圧倒的な支持をうけた。これを危険視したナーセルはクトゥブを煽動罪で再び逮捕し、1966年に思想裁判で処刑する。クトゥプの死後、彼とその思想は神聖視され、ジハード団など、その後のイスラム過激派の思想の原点となった。
1967年の第三次中東戦争（六日間戦争）で、エジプトはイスラエルに惨敗し、シナイ半島を奪われる。ナーセルの権威は失墜し、アラブ民族主義は求心力を失った。

### 穏健化
ナーセル政権下の同胞団内部ではクトゥブ主義が広まりかけたが、1970年にナーセルが死去する。第3代大統領に就任したサーダートはイスラム復興運動を容認し、多くの同胞団員たちを解放した。サーダートは権力基盤を強めるために同胞団を懐柔し、同胞団はサーダートの正当性を受け入れ、非合法にもかかわらず公然と活動するようになる。1970年代にはイスラーム復興主義が興隆し、同胞団は再び求心力を得た。第3代最高指導者ウマル・ティリムサーニー（在任1973-86）は組織を再建し、同胞団は社会奉仕活動を再開した。クトゥブ主義者は同胞団から排除され、追放された元同胞団員はジハード団・イスラム集団など多くの分派を作った。これ以降、同胞団は大衆運動によるイスラム国家の実現を目指し、1976年には機関誌「ダーワ（呼びかけ）」が復刊され、大衆からの支持も拡大した。
サーダートは1978年のキャンプ・デービッド合意によってエジプト・イスラエル平和条約を結び、同胞団とサーダート政権の関係が悪化する。1981年にサーダートは反体制派勢力を大量逮捕し、同胞団員も多数逮捕されたが、同胞団の合法活動路線は堅持された。同年、ジハード団によってサーダートが暗殺され、副大統領だったムバーラクが大統領に就任する。ムバーラク政権下でも同胞団は合法的・段階的・穏健的な路線を継続した。ムバーラク政権は合法的支配に頼る面が大きく、権力基盤を強化するために様々な政治勢力との政策協議「国民対話」を開催した。しかし、同胞団は警戒され、「国民対話」の蚊帳の外に置かれた。

### 政治参加
1980年代以降、同胞団は人民議会の選挙に参加している。1984年に人民議会選挙（全454議席、その内10議席は大統領の指名）に非合法組織（宗教政党は禁止されている）ながら無所属という形で候補者を擁立した同胞団は、新ワフド党と連合を組んで8議席を獲得した。1987年には、「イスラーム協約」として社会主義労働党・自由党と連合して36議席を獲得し、実質的な野党第一党となった。1984年に内科医師職能組合で25議席中7議席を獲得てから、各種職能組合で勢力を急拡大した。
1990年代の同胞団はイスラムの理想と現実との落差に悩まされ、国家や新興イスラム勢力からの攻撃に晒された。湾岸危機が生じると、ムバーラクは統制下にあるイスラム勢力に、エジプトの外交政策を支持する声明を出させた。一方の同胞団は湾岸危機への対応を巡って分裂し、国際的にも孤立した。湾岸戦争が終わると、スーダンの支援を受けたとされるイスラム集団やジハード団によるリベラル派・コプトへの襲撃が相次ぐ。ムバーラクはこの事態を受けて同胞団の主張を逆手に取り、エジプトを「宗教国家」であると宣言して、モスクの国有化に乗り出す。国の管理が強化されたモスクでは急進派や同胞団が排除された。また、選挙のたびに同胞団に対する締め付けが行われ、同胞団系の無所属議員は選挙のたびに人数を後退させ、与党・国民民主党（NDP）の議席が増加した。しかし、2000年選挙では17議席を獲得し、復調傾向を見せた。
第7代最高指導者ムハンマド・マフディー・アーキフは就任直後の2004年に「改革イニシアティヴ」を発表し、シャリーア（イスラーム法）施行やイスラームの教えに基づくエジプトの包括的改革を訴え、エジプト国内で大きな反響をもたらした。「改革イニシアティブ」では、約100項目の改革案のうち、民主化・政治改革の18項目が最優先とされ、基本的な権利・自由、立憲議会制、適切な法改正・法秩序などを掲げた。2005年9月の大統領選挙では、憲法規定により候補者を擁立できず「自主投票」を呼びかけたが、「圧制者」や非常事態宣言を批判した。
2005年11月-12月の人民議会選挙では、スローガンに1987年以来となる「イスラームこそ解決」を掲げた。同法団の選挙綱領には、序文と「復興・開発・改革」の3部構成で、それぞれ以下を掲げた。
- 序文 - 「イスラーム的権威」と「民主主義的メカニズム」を掲げ、議会や選挙などの民主主義の制度を堅持しつつ、シャリーア施行を目指す
- 復興 - 基本的な自由・権利、生活水準の向上、女性の権利向上など
- 開発 - 均衡のとれた発展、国内資源活用による自給能力向上、アラブ・イスラーム諸国との発展的統合など
- 改革 - シャリーアの原則に反しない形での三権分立、議会制民主主義、平和的な政権交代、非常事態宣言の停止、民主化などの37項目の改革案

ムバーラク政権はアメリカ合衆国の中東民主化要求を受けて同胞団の弾圧をしなかった。この選挙で同胞団系勢力は、民選の444議席（全454議席。残りの10議席は大統領任命）中88議席を獲得して大躍進し、与党であった国民民主党は過半数を獲得したものの議席を大きく減らした。
同胞団の政策綱領案（2007年）では、「キリスト教徒や女性は大統領や首相になれない」との文言が存在し、問題となった。2010年にはこの表現を削除して、より穏健な公約集を発表した。
2010年11月総選挙では同胞団員らの拘束が相次ぎ、同胞団は選挙をボイコットして全議席を失った。そのため議席はNDPがほぼ独占した。

### ムルシー政権の成立と崩壊

#### 2011年エジプト革命

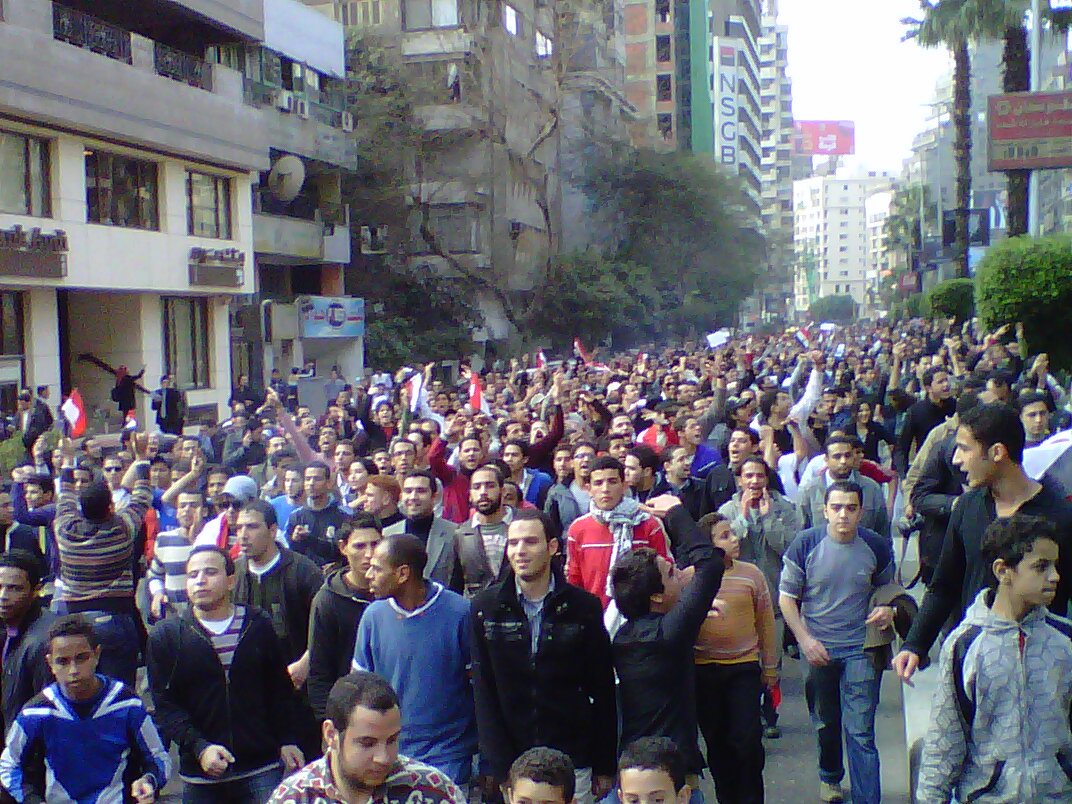
大統領退陣を求め行進するデモ隊。

チュニジアで発生したアラブの春はエジプトにも波及し、2011年1月下旬から大勢の人々がムバーラクの退陣を要求してデモを繰り広げた。元国際原子力機関事務局長エルバラダイも帰国し、民主化を支持した。遅れて同胞団もデモ支持を表明。これに対し、治安当局は複数の同胞団幹部を拘束した。同胞団の参加はデモの規模拡大をもたらしたとされる。
2月11日、副大統領のオマル・スレイマーンが国民にムバーラクの退陣を伝えた。タハリール広場では人々が歓喜し、道路では自動車のクラクションが鳴らされた。9月に大統領選が自由公平な形で実施される方針となった。
革命後、同胞団は自由公正党を結党し、同年5月18日に結党届をエジプト政府に提出、党首にはムハンマド・ムルシー、副党首にはコプトのラフィーク・ハビーブと同胞団員のイサーム・エル＝エリヤーンが就いた。自由公正党は、2011年から2012年にかけて行われた人民議会選挙で躍進した。
2012年5月から6月にかけて、大統領選挙が行われた。自由公正党は同胞団の元副団長で事実上の最高実力者ハイラト・シャーテルが出馬していたが、刑期から6年経たなければ大統領選に出馬できないとする法律に引っ掛かり、大統領選挙管理委員会から失格処分を受けた。しかし、同胞団はシャーテルの失格も想定して2人目の候補者としてムルシーも擁立していた。第一次投票の結果、ムルシーと旧体制の支持を受けた元首相アフマド・シャフィークが決選投票に進んだ。決選投票では世俗派・リベラル派・左翼も反シャフィークとしてムルシーに投票し、ムルシーが当選した。大統領となったムルシーは同胞団を退団し、すべての党務を離れた。

#### ムルシー政権

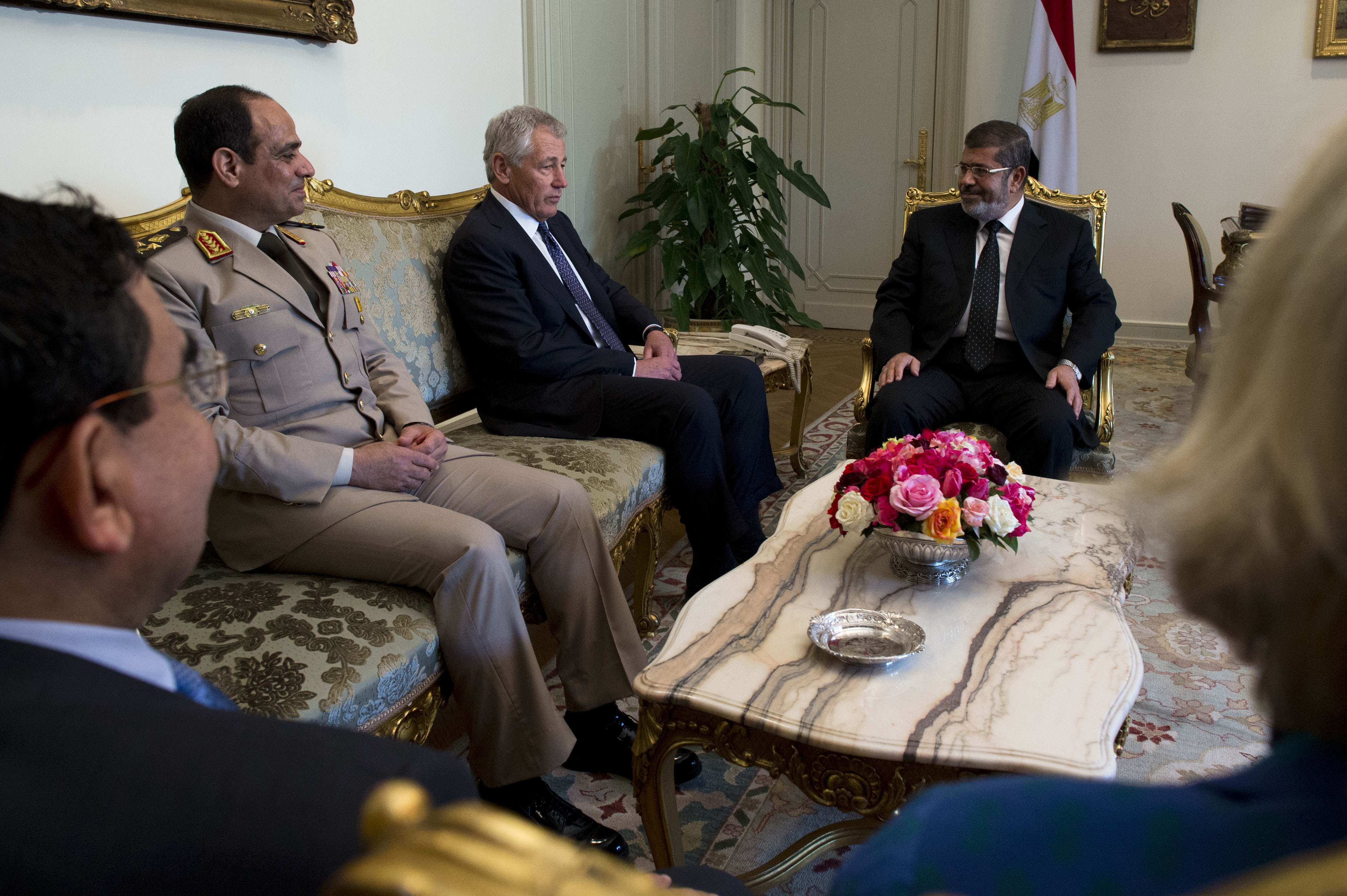
大統領ムハンマド・ムルシー（右奥）。左から2番目には後にクーデターを起こす国防相シーシーが座っている

ムルシー大統領下で2012年8月に発足したヒシャーム・カンディール内閣には、同胞団からサラーフ・アブドルマクスードが、自由と公正党から4人が入閣した。ムルシーは初外遊先に長年同胞団を援助してきたサウジアラビアを選んで経済支援を取り付け、さらに中華人民共和国やイラン・イスラム革命からエジプトと対立してきたイランも訪問して従来の親米外交を修正した。
2012年11月、ムルシーは自らの権限を強化する憲法宣言を発表し、旧体制派が牛耳っている（と考えた）司法界を抑え込もうとした。それと同時に、新憲法の草案が完成すればこの権限を手放すと発言したため、同胞団員らで構成される憲法起草委員会は草案の作成を急いだ。これは世俗派・リベラル派などからは、「ひどい新憲法か、独裁政権かの二択」と言われ反発を招いた。
国民の大きな期待を背負って誕生したムルシー政権だったが経済政策では失敗が続いた。観光業の低迷は続き、海外からの投資も減少。国際通貨基金からの融資導入を要請したが、条件としてパン・燃料の補助金削減などを突き付けられ、同胞団が支持基盤とする貧困層を直撃するため実行できなかった。失業者が増え、治安は悪化した。国政経験や人材が不足する同胞団政権は状況を打開できなかった。批判が強まるとムルシー政権は批判的な活動家やジャーナリストを相次いで拘束、政権首脳は国民に「危機など存在しない」と発言した。こうした対応によって生活苦に悩む国民の心はムルシー政権から離れていった。
ムルシーは軍とも権力闘争を繰り広げた。2012年6月、ムハンマド・フセイン・タンターウィーを軍最高評議会議長と国防相から解任するなど、軍の首脳陣を退任させた。タンターウィーの後任には軍情報部門のトップで少将のアブドルファッターフ・アッ＝シーシーを任命した。ムルシーは「軍部には祖国防衛の任務に専念してもらいたい」との立場を表し、軍部を牽制した。
2013年3月、エジプト社会保険・社会問題省により同胞団を公式にNGOとして登録した。
2013年6月の政権末期には混乱から国民の目を逸らすため、ナイル川上流に巨大ダムを建設しようとするエチオピアに対して戦争すらちらつかせた。シーシーはムルシーに対し「もはや、あなたは大統領でない」と諌めたが、ムルシーは「おまえを解任してやる」と反発、軍と政権との対立は深刻化する。
2013年6月30日、ムルシー就任1周年の記念日にエジプト全土で反政権デモが発生した。デモ隊はムルシーの辞任を要求、一部は同胞団本部を襲撃した。世俗派・リベラル派は「反同胞団」で一致し、反大統領派連合の代表エルバラダイや尊厳党のハムディーン・サッバーヒーもムルシー退陣を支持した。

#### 2013年エジプトクーデター

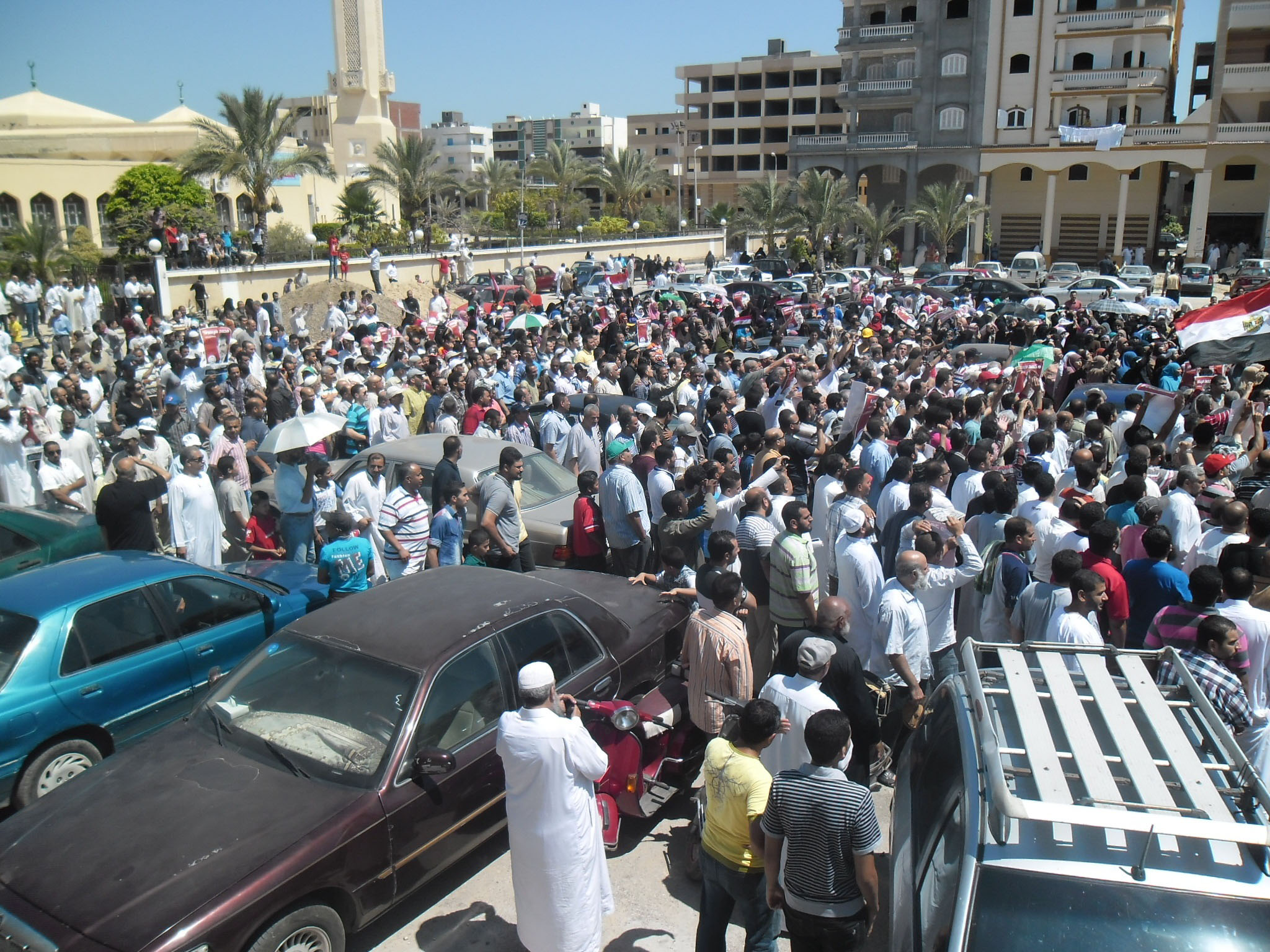
大統領の座を追われたムルシーの支持者によるデモ

2013年7月2日、軍は3日夕方までに政治的対立が解消されなければ介入すると警告した。ムルシーは「命を懸けて正統性を守る」と演説して退陣を拒否、大統領府は各政治勢力が参加する暫定内閣の設置を呼び掛けた。軍を率いるシーシーは反政府デモ拡大による混乱の収拾を図るため、事実上のクーデターを敢行、カイロの大統領支持派の拠点に装甲車を出して道路の封鎖を行った。3日の夜、シーシーは国民に向けてテレビ演説を行い、ムルシーが制定した憲法の停止を宣言、ムルシーの権限を剥奪し、最高憲法裁判所長官アドリー・マンスールが暫定大統領に就任したと発表した。さらに憲法改正や大統領選挙を約束して、国民に事態収拾の道筋を示した。タハリール広場には反大統領派の人々が集まり、花火を打ち上げて歓喜の声を上げた。一方、同胞団は「明らかなクーデターであり、選挙に基づく人々の意思を損なうものだ」と抗議する声明を発表した。シーシーのテレビ演説には反大統領派連合の代表エルバラダイ、コプト教会教皇タワドロス2世、アル＝アズハル大学幹部などが同席し、リベラル派・キリスト教会・スンニ派宗教権威が「クーデター」を支持していることが示された。
同胞団らモルシー支持派はデモに繰り出し、各地で座り込みを行った。欧米諸国が仲介を行ったが決裂し、各地で暫定政権とデモ隊との衝突が相次いだ。暫定政権は同胞団の最高指導者ムハンマド・バディーウ、副団長シャーテルを始め1000人以上を逮捕した。そのため同胞団は2013年8月20日に、副団長シャーテルに近いマフムード・エッザトを暫定的な指導者に選んだ。国営メディアを通じて「同胞団＝テロ組織」とのイメージを定着させようとした。その結果、8月末には同胞団の求心力は失われ、大規模デモを呼びかけるも参加者は数千人にとどまった（革命の頃は数十万人を動員していた）。内部でも暫定政権と対決するのか、それとも妥協を模索するのかを巡り路線対立も生じた。
2013年10月、同胞団はNGO資格を剥奪された。12月25日、前日のマンスーラ警察本部における自動車爆弾を使ったテロの発生を受け、エジプト暫定政権から「テロ組織」に指定された。ただし、これはアンサール・バイト・アル＝マクディスが犯行声明を出しており、同胞団との関連は不明である。2014年4月、エジプトの裁判所は最高指導者バディーウに死刑判決を行った。他にも大勢の同胞団員に死刑・終身刑の判決が下されている。シーシーは「イスラム過激派によるテロと同胞団はつながっている」と発言し、同胞団が国内に存在することは許されないとの姿勢を表明している。

### 現在
大統領に就任したシーシーは権力を掌握後、同胞団を中心に反体制派を徹底的に取り締まり、集会の自由・言論の自由を制限した。同胞団を徹底的に弾圧して治安の維持を図るとともに、同胞団を警戒するサウジアラビアなどから援助を引き出している。国民の多くは安定を望んで強権的なシーシーを支持しているとされる。
シーシー政権による弾圧によって指導部が逮捕されると、非暴力を重視する旧世代に代わり、必ずしもそうではない若手が指導部を構成せざるをえなくなった。若手幹部の中には「防衛的暴力」として軍・警察への攻撃を容認する者もいるとされる。また、新指導部は求心力を欠いており、一部にはISILに合流する団員もいると懸念されている。

## 対外関係

### 欧米諸国
欧米などではイスラム原理主義によるイラン革命やイスラム過激派によるテロリズムなどの例から、イスラム主義を掲げる同胞団への警戒も存在している。ただし、イラン革命はシーア派主体、ムスリム同胞団はスンナ派である。また、1970年代以降エジプトの同胞団は武装闘争を放棄しており、現在、西側諸国からはテロ指定組織とは指定されていない。ロシアは同胞団をテロ組織に指定し、組織の活動を禁止している。欧米でも同胞団をハマースとの関係からテロ組織に指定するよう求める意見もある。
2011年2月、アメリカ合衆国大統領バラク・オバマは、同胞団を「反米思想」と表現した。

### 中東諸国
同胞団と敵対するエジプト・シリア（アサド政権）・サウジアラビア・アラブ首長国連邦・バーレーンは同胞団をテロ組織に指定し、組織の活動を禁止している。また、イスラエルでも同胞団をハマースとの関係からテロ組織に指定するよう求める意見もある。
2011年2月、ホスニー・ムバーラク政権崩壊後の幹部発言で、イスラエルとの平和条約について、「エジプト国民全体が決めること」や「国際条約は尊重する」とする一方で、「妥当性について国会などに諮るべき」と改定の必要性も主張している。2012年エジプト大統領選挙で当選した同胞団員で自由と公正党党首だったムハンマド・ムルシーは当選確定直後の演説で「全ての国際条約を維持する」と発言しており、これはイスラエルとの関係を維持するものと理解されている。
エジプト革命以降、アラブ諸国の多くが革命の拡大をおそれムスリム同胞団に対して敵対。エジプトは2013年に、長年同胞団を支援してきたサウジアラビアも2014年にムスリム同胞団をテロ組織に指定している。そのような中、カタールは支援を続けてきたが、2014年3月、サウジアラビア・アラブ首長国連邦・バーレーンの3カ国が駐カタール大使を召還。圧力をかけられたカタールは、同年中に国内にいた同胞団メンバーを国外退去させることで3カ国と和解をする道を選んでいる。しかしながら次第に周辺諸国とカタールとの軋轢は大きくなり、2017年6月、サウジアラビアはカタールに対しムスリム同胞団への支援などを理由に国交断絶を通告している（2017年カタール外交危機）。
トルコは同胞団のムルシー政権を支持していた。クーデタでムルシー政権が倒されると、大統領レジェップ・タイイップ・エルドアンはクーデター派のリーダーであるシーシーを強く非難したため、両国の関係は悪化した。これによって同胞団を危険視していた湾岸王制諸国もトルコとの関係が冷え込んだ。

### コプト教会
ムスリム同胞団はイスラーム法（シャリーア）の実施を主張している。これを機械的に適用した場合は、エジプト内のコプト（キリスト教徒）はズィンミーとして厳しい差別・抑圧に苦しまざるを得ないとの懸念を抱く者がおり、実際に同胞団が国内のコプトに対してジズヤ（人頭税）の支払いを求めたこともあった。ゆえにコプトの中には同胞団を敵視する者もいる。ただし、同胞団は、コプトへのジェノサイド・追放も辞さないジハード団などの過激派組織に対しては批判的である。また、コプトとの融和に向けた動きも行っているほか、クリスマスにコプト教会を守る活動を行うことを表明した。2011年から2012年にかけて行われた人民議会選挙においては、一部のコプト司祭らが同胞団系の「自由と公正党」に投票したことを明言した。
キリスト教徒の間ではムルシー政権がキリスト教抑圧策や社会のイスラム化を打ち出すのではないかと懸念されていた。そのため就任当初、ムルシーはコプト教会やカトリックの指導者と会談し、キリスト教徒が今後苦難を耐えることはない、と確約した。しかし、キリスト教徒側はムルシーの政権運営に不満を強め、コプト正教会の最高指導者タワドロス2世は、キリスト教徒に対する暴力行為を放置しているとして、ムルシー政権を批判した。
2013年クーデター後の騒乱の中で同胞団によるキリスト教会襲撃も行われたとも報道された。このような報道に対してタワドロス2世は、「それは間違いだ。犠牲はキリスト者だけではなく、イスラム教の兄弟も同様だ。テログループが襲撃しているのは教会だけではなく、あらゆる施設を攻撃して破壊を繰り返している」「キリスト者も大多数のイスラム教の兄弟姉妹も厳しい環境下で助け合って生きている」と述べ、同胞団対コプトの図式を否定した。

## 思想

### 穏健主義と過激主義
同胞団の内部では長年、非暴力を貫くグループと、状況によっては暴力を容認するグループが対立しているとされる。第3代最高指導者ウマル・ティリムサーニー（在任1973-86）は社会奉仕活動を強化し、穏健化の道を選んだ。彼に続く指導者たちも穏健化路線を堅持した。しかし、クーデター後はシーシー政権による弾圧が強まり、同胞団内部では過激派が台頭しているとされる。
日本の一部中東専門家や記者は、「ムスリム同胞団は慈善団体であり、穏健なムスリム集団であって、過激派イスラムでも、原理主義者の集団でもない」としている。しかし、佐々木良昭が理事長を務める特定非営利活動法人・日本イスラム連盟は、このような単純な見方を否定している。それによると、同胞団はムハンマド・アリー朝を倒すために誕生した革命集団で、エジプト革命 (1952年)を実現した。しかし、自由将校団に革命を横取りされ、ナーセルによって徹底的に弾圧された。やがて同胞団が体制に妥協的になり、闘争精神が低下したため、同胞団内部の過激派が離脱した。また、サウジアラビアに亡命した者の中には、イスラム大学の教授に就任し、同胞団の理論を講義した者もいる。その影響を受けた者の中にはウサマ・ビン・ラディンがいた。パレスティナのハマースも同胞団の分派であり、思想の根本は同胞団の理論である、としている。

### イスラム主義
同胞団について日本のマスメディアでは、朝日新聞は「イスラム政治組織」と、読売新聞は「イスラム主義組織」と表現しているが、これ以外は、「イスラム原理主義組織」とも「穏健派イスラム主義組織」とも表現している。このことについては、朝日新聞の川上泰徳が「日本のメディアがいまなおムスリム同胞団を「イスラム原理主義」と呼んでいるとしたら、メディアとしては不見識と言わざるを得ない」と指摘している。

## 国際同胞団
同胞団の「国際組織（タンズィーム・ダウリー）」。「同胞団の歴史における重要な特徴であり、運動の発展に重要な役割を果たしてきた」。今日では形骸化しているとされる。

## スーダン同胞団
エジプトの隣国スーダンにおいて、同国の同胞団の政治部門である民族イスラーム戦線（NIF）は政権入りした経験を有する政党であった。
オマル・アル＝バシール政権がトルコに接近して同胞団も保護していたことはエジプトのシーシー政権との対立の原因となっていた。

## シリア同胞団

### 歴史

#### 同胞団の台頭
1930年代後半、フランス委任統治領シリアでイスラム的な諸協会が誕生した。アレッポのダール・アル＝アルカム、ダマスカスのムスリム青年団、フムスのラービタ協会、デリゾールの援護者の館、ハマーの「ムスリム同胞団」などである。1945年頃にこれらの組織が合併して、シリアのムスリム同胞団が結成された（シリアの同胞団が結成されたのは1944年としている資料も多い）。1945年、シリアの同胞団に中央最高委員会が組織され、『我々の目的と原則』が発表された。最初の最高指導者は、ムスタファー・スィパーイー（1915年-1964年）であり、副団長には旧ダール・アル＝アルカムの指導者が就いた。しかしこの頃のシリア同胞団は寄り合い所帯で大きく2つの派閥に分かれていた。1957年からはイサーム・アル＝アッタールが病弱になったスィパーイーの跡を継いで最高指導者になった。
1950年代後半から1960年代前半にかけて、イスラム復興運動が台頭し、同胞団が一大政治勢力として影響力を持ち始めた。それと同時期に左派の影響力も強まり、汎アラブ主義・世俗主義を掲げるバアス党が台頭した。1958年、シリアはエジプトと合邦し、アラブ連合共和国を結成した。シリアの同胞団は連合共和国の大統領ナセルの下で抑圧されるが、アラブ統一をイスラム統一の第一歩として合邦体制を支持していた。しかし、エジプト偏重政策によって旧シリア側の反発が強まり、同胞団の反対にもかかわらず、1961年に連合共和国は解体された。

#### バアス党政権との対立
独立以来シリアを率いていたスンニ派名望家たちは権力闘争に明け暮れ、軍部では宗教的マイノリティのアラウィー派やバアス党の影響力が増大していった。1963年、バアス党がクーデター（3月8日革命）によって政権を獲得した。バアス党はワクフ財産を禁止したり、公立校でのイスラム教育を廃止するなど、世俗化を推進した。これに反発した同胞団は1964年のハマー蜂起によって、バアス党政権に方針を転換させ、以前よりイスラム教を尊重する政策を採らせた。しかし、同胞団内部では1963年以降国外から指揮を執っていたアッタールに対する反発が大きくなる。アッタールを支持するダマスカス支部はバアス党との全面衝突に消極的だったが、北部の諸支部（ホムス・アレッポ・ラタキア・ハマーなど）はバアス党との闘争も辞さない構えだった。1969年に対立を解消するために総会が開かれるが、和解に失敗して同胞団は分裂した。1971年に国際同胞団の介入によってアッタールは失脚するが、ダマスカス支部を中心とするアッタール派はこれに従わなかった。
1970年、バアス党の有力者・ハーフィズ・アル＝アサド（H.アサド）が無血クーデター（矯正運動）によって権力を握る。山村の貧しい家柄出身でアラウィー派のH.アサドは、強力な特権意識を持ち数百年間の血縁で結ばれたスンニ名望家に対抗するために、地縁で結ばれたラタキアのアラウィー派を積極的に登用していく。
それと同時にスンニ派名望家の一部を政権内に取り込み、反発する名望家たちを弾圧することで名望家層を巧みに分断した。1970年代以降、アサドに排除された名望家たちは同胞団に参加する。H.アサドは新憲法を制定しようとするが、同胞団は草案の非イスラム性に反発して1973年に各地で抗議運動を行った。H.アサドは妥協を余儀なくされ、「大統領の宗教はイスラム」とする条文を憲法に盛り込み、自身もスンニ派に「改宗」した。しかし、同胞団に対する弾圧も同時に行い、多くの同胞団幹部が投獄された。

#### 武装蜂起

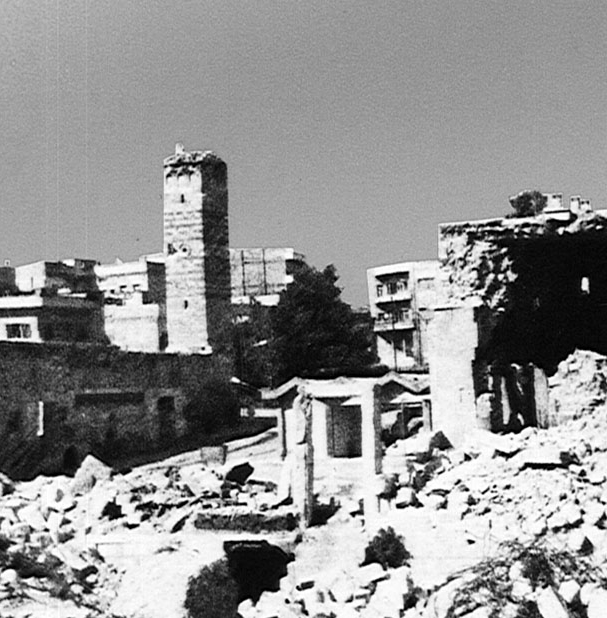
破壊されたハマーの街並み。スンナ派の中心地ハマーは同胞団の拠点だった

1976年、同胞団はアサド政権に対する本格的な闘争を開始し、アラウィー派やバアス党の有力者を次々と暗殺・誘拐し、主要都市で暴動を起こした。シリア同胞団の事実上のリーダーであり、1960年代後半から80年代末にかけて「主たるイデオローグ」でもあったサイード・ハウワー（1935年-1989年）は、武装闘争を「弾圧に対する反動」として正当化した。1978年、ハウワーら同胞団の指導部はヨルダンのアンマンに拠点を移し、シリアでの闘争を指揮した。1979年にはシリアで活動するイスラム組織を糾合したシリア・イスラム戦線が結成され、同胞団はその中核を担った。1979年にはイラン・イスラム革命が実現しており、当時の中東諸国ではイスラム革命が現実味を帯びていた。ハウワーも革命直後のイランを訪れ、ルーホッラー・ホメイニーと面会した。ハマー・ホムス・アレッポなどでは民衆蜂起が展開され、「内戦」ともいえる状況にまで事態が進行する。B.アサドは投獄されていた同胞団員を処刑し、同胞団支持者を死刑にする法律を制定するなど弾圧を強化した。
これに対してハウワーらは1980年11月に「シリア・イスラーム革命宣言および綱領」を発表し、「革命の強化こそが成功への道」との立場を打ち出した。「宣言および綱領」を受けて多くの国民が政権に反旗を翻し、シリア独立以来最大の反体制運動・民衆蜂起が行われた。しかし、シリアには宗教的マイノリティ（アラウィー派・キリスト教徒など）が多く、彼らのをイスラム革命に参加させることは不可能だった。また、スンニ派名望家を支持基盤としていた同胞団には貧困層に対する求心力を欠き、広範な動員を実現できなかった
1982年、ハマーで数千人の同胞団員と市民による蜂起が行われた。H.アサドは大軍を投入し、空爆・砲撃、工兵によるインフラ爆破などで「古都」ハマーを壊滅させた。大勢の一般市民が巻き添えで死傷する中、多くの同胞団員が当局に捕まり、拷問・処刑された。このハマー虐殺は「食うか食われるかの最後の戦い」（パトリック・シール）であり、敗北した同胞団は壊滅的な打撃を受け、シリアの反アサド派は亡命か沈黙に追いやられた。武装蜂起は政権と大多数の国民との距離を拡げることには成功したが、政権の不安定化には失敗したと評される。一方、バアス党政権はその権力基盤の盤石さを内外に知らしめ、国民にイスラム革命が非現実的であると思わせることに成功した。

#### ハマー後
ハマー虐殺後、同胞団の総会は責任問題で紛糾し、ハウワーは指導部から退いた。1980年代後半、シリア同胞団はアブドゥルファッターフ・アブー・グッダ率いるヨルダン派とアドナーン・サアドゥッディーン率いるイラク派に分裂した。

#### シリア内戦
2011年、シリアにアラブの春が波及し、シリア内戦が勃発すると同胞団はアサド政権に対抗する。同年11月、各国の同胞団に影響力を持っていたトルコの首相レジェップ・タイイップ・エルドアンはシリアの大統領バッシャール・アル＝アサド（B.アサド）に対して、閣僚ポストの4割を同胞団に与えるなら、反体制派の鎮静化に協力すると伝えたとされる。しかし、宿敵である同胞団を受け入れよと要求してきたことに不信感を抱いたB.アサドはこの提案を拒絶した。するとエルドアンはアサド政権打倒のために対シリア経済制裁を発動し、シリアのスンニ派反政府武装勢力（ISILと関連の深い組織を含む）を支援した。エルドアンのこうした動きはスンニ派諸国の喝采を浴びた。
同胞団はシリア国民評議会(SNC)に参加して反体制派への影響力を行使しようとした。しかし同評議会には参加組織が多すぎる上に組織間の連携を欠き、同胞団を含めシリア国内への基盤が弱かったため、現地へ影響を及ぼすことはできなかった。

## ヨルダン同胞団
ヨルダンにおいても、同胞団は社会慈善活動を軸として強固なネットワークを形成しており、同国の同胞団の政治部門であるイスラム行動戦線（IAF）は政権入りした経験を有する政党である。

### 歴史
ヨルダンの同胞団と政権との関係は良好で、同胞団は王政の危機回避に協力的だった。しかし、1980年代になるとその関係にも変化が訪れる。ヨルダンはパレスチナのヨルダン川西岸地区に対する主権を放棄し、下院選を実施することを決断した（「中東の民主化」と喧伝された）。1989年、マアーンで暴動が発生し、総選挙の時期は早められた。投票方法は連記制であり、選挙に参加していた同胞団に有利に働いた。この選挙の結果、イスラム勢力は80議席中34議席を獲得した。湾岸危機が発生するとヨルダンは挙国一致体制を採り、同胞団は閣僚5人と下院議長を輩出、さらに『国民憲章』の起草にも参画した。これによってヨルダンの政治的自由化は実現された。その後、国王フセイン1世は中東平和構想に注力し、同胞団の主張とは異なる路線を歩むようになる。当局は野党勢力への圧力を強め、投票方法も同胞団に不利な単記制に変更した。これ以降、ヨルダン同胞団は凋落の道を歩む。1997年総選挙で同胞団系のIAFはボイコットを行った。2001年に開始される予定だった総選挙は2003年に延期され、IAFも参加した。2007年総選挙ではIAFが110議席中6議席しか獲得できなかった。ヨルダン国王は危機回避のために同胞団を利用したが、危機が去ると同胞団を含むイスラム主義勢力を切り崩した。
2016年、同胞団の路線対立によって過激派と穏健派の間で対立が生じ、2月に指導者を含む200人が同胞団から離脱して新たな組織を作った。4月には、ヨルダン警察によってアンマンにある同胞団本部が閉鎖された。背景には同胞団の分裂や周辺国での同胞団弾圧の影響があるとされる。

## その他の諸国の同胞団
- パレスチナ - 1987年にはアフマド・ヤースィーン（Åhmad Ḁsmáoíl Hasan Iásín、1937年-2004年）が同胞団パレスティナ支部の武装闘争部門としてハマースを結成している[13]
- リビア - 1949年に同胞団が設立されたが、カダフィ政権崩壊まで公の活動はできなかった。カダフィ大佐死後の2012年3月3日に同胞団系の政党として公正建設党を設立している。
- バーレーン
- イラン
- イラク - イラク・イスラーム党[13]
  - クルド自治区 - クルドイスラム連合（英語版）
- イスラエル
- クウェート
- サウジアラビア -　同国ではテロ組織に指定されている。
- レバノン - イスラム集団[13]
- イエメン - イエメン改革会議
- アルジェリア
- モーリタニア
- モロッコ - 公正発展党
- ソマリア
- チュニジア - ナフダ
- インドネシア - 別名の関連組織がある[13]
- インド - 別名の関連組織がある[13]
- パキスタン - 別名の関連組織がある[13]
- マレーシア - 別名の関連組織がある[13]
- アフガニスタン - 別名の関連組織がある[13]
- モルディブ - 正義党
- タジキスタン
- ロシア - 同国ではテロ組織に指定されている。
- イギリス
- アメリカ

## 同胞団の著名人

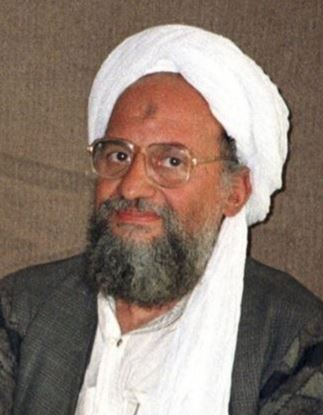
アルカイダの指導者（ビンラディンの後継者）アイマン・ザワーヒリー

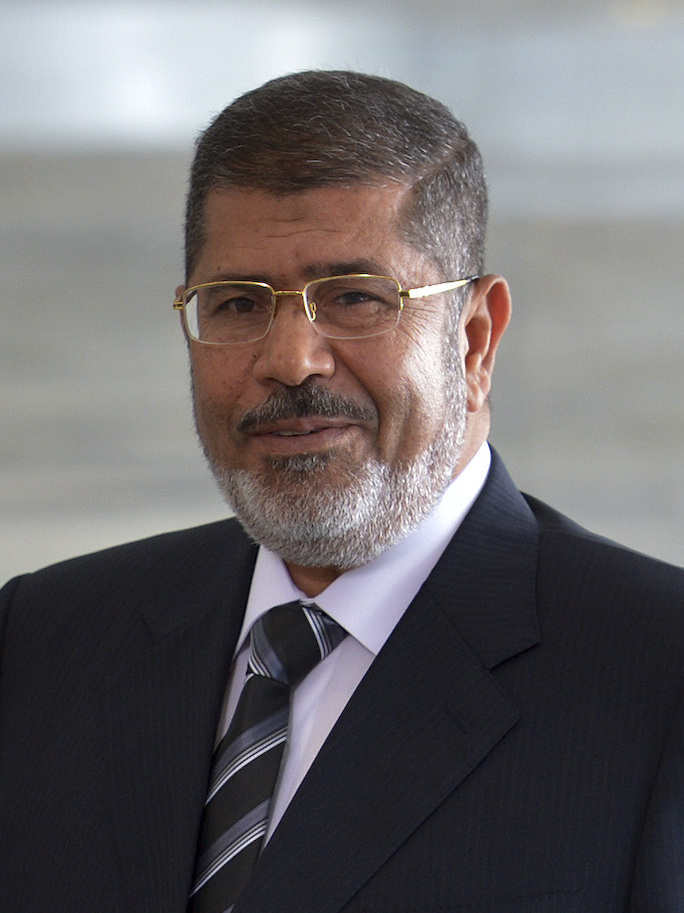
同胞団出身のエジプト大統領ムハンマド・ムルシー

太字は存命中の人物。

### エジプト
- サイイド・クトゥブ
- アイマン・ザワーヒリー - 元メンバー[83]。現在は反同胞団[84]。
- ムハンマド・ムルシー - 元エジプト大統領
- ハイラト・シャーテル - 副団長
- ムハンマド・サアド・カタートニー - 自由公正党幹部
- イサーム・エル＝エリヤーン - 自由公正党幹部
- アブドルモネイム・アブールフトゥーフ - 元メンバー。除名
- ユースフ・アル＝カラダーウィー

※エジプト大統領アンワル・アッ＝サーダートはかつて同胞団員だったという説がある。
最高指導者
1. ハサン・アル＝バンナー（任1928年 - 1949年） - 創設者。暗殺
2. ハサン・フダイビー（任1951年 - 1973年）
3. ウマル・ティリムサーニー（任1973年 - 1986年）
4. ハーミド・アブー・ナスル（任1986年 - 1996年）
5. ムスタファー・マシュフール（任1996年 - 2002年）
6. マアムーン・フダイビー（任2002年 - 2004年）
7. ムハンマド・マフディー・アーキフ（英語版、アラビア語版）（任2004年 - 2010年）
8. ムハンマド・バディーウ（任2004年 - 在任中） - 服役中。
  - マフムード・エッザト（アラビア語版） - 暫定

### パレスティナ
- アフマド・ヤースィーン（Åhmad Ḁsmáoíl Hasan Iásín、1937年-2004年）
- アブドゥルアズィーズ・アッ＝ランティースィー

### その他
- アブドゥッラー・アッザーム（Abdullah Yusuf Azzam、1941年-1989年）- クトゥブに続く同胞団の理論家。パレスティナ人。ウサーマ・ビン・ラーディンの師であり、ラーディンとともにマクタブ・アル＝ヒダマト（MAK）の中核となりムジャーヒディーンを組織して1978年より始まるソ連のアフガニスタン侵攻に対してゲリラ戦で戦い、これが後のアルカーイダの誕生に繋がった
- ハリド・シェイク・モハメド
- モハマッド・モハマッド・シャバーン